# 胭脂扣 (歌曲)
《胭脂扣》，1987年香港電影《胭脂扣》的主題曲，由該電影的策劃鄧景生填词、配樂師黎小田作曲、編曲及監製、梅艷芳主唱，同年收錄於梅艷芳的同名粵語專輯中，並拍攝了MV。國語版則由周靜佳、丁曉雯填詞，見於《百變梅艷芳之烈焰紅唇》。

## 背景
黎小田表示以簡單就是美的原則創作此曲，而歌詞則初由小說作者李碧華所填，但因不協音被棄用，改由電影策劃鄧景生接手。導演關錦鵬對歌曲的創作不曾給予任何意見。成品出來後，他覺得氣氛跟電影很配合。

## 使用場景
人聲版只出現在電影結尾，「透過歌詞和畫面為這段愛情作回顧和總結」；在電影中途亦常以二胡作主奏樂器，變奏為純音樂渲染如花和十二少的情感變化，成為二人的愛情主題音樂。

## 歌曲特徵和評價
BPM為84；曲式結構為AABA。前香港中文大學音樂系教授余少華指此曲的調式感覺強烈，非一般的大小調體系。樂評人黃志華認為它雖是流行樂，卻富有乙反調（粵曲粵樂）的味道。余少華又讚揚黎小田對結尾句的處理別具心思：「期望不再辜負我痴心的關注，人被愛留住」先加強迴聲，後重疊樂句，構成「短暫的二部輪唱」，最後「問那天會重遇？」迴聲靜止，結合電影畫面，營造出「陰陽交錯」的效果。編曲則以電子合成器和長笛為主。
歌詞配合劇情，道出了女主角如花對這段愛情悲劇的心聲；並且異於片中插曲《客途秋恨》，語言淺白，不用典故，僅運用簡單的比喻和對比。

## 獎項
- 1989年第8屆香港電影金像獎 - 最佳電影歌曲
- 1988年度十大勁歌金曲頒獎典禮 - 十大勁歌金曲

## 其他
梅艷芳曾在1991年的無線電視特備節目《梅艷芳飛越舞台十載情》中表示在她眾多抒情慢歌中，這首對她藝術事業影響很大，亦最得其歡心。
飾演十二少的張國榮曾在百事巨星張國榮演唱會中翻唱此曲，動用了中樂手現場伴奏，並把歌詞中的「你」和「我」互換。